# HMS Gloucester (62)
L'HMS Gloucester, decima nave a portare questo nome nella Royal Navy, è stato un incrociatore leggero della Classe Town, tipo Gloucester. Venne varato il 19 ottobre 1937 e consegnato il 31 gennaio 1939.
Entrò in servizio subito prima dello scoppio della Seconda guerra mondiale venendo assegnato all'Oceano Indiano e successivamente al Sudafrica prima di entrare nella Mediterranean Fleet nel 1940, al comando del Vice Ammiraglio Cunningham. Venne affondato il 22 maggio 1941 durante la Battaglia di Creta con la perdita di 722 uomini su un equipaggio complessivo di 807.

## Servizio

### Nell'Oceano Indiano e in Sudafrica
Il 7 aprile 1939 il Gloucester lasciò Malta per raggiungere le Indie Orientali, dove prese il posto di ammiraglia di squadra del Quarto Squadrone Incrociatori al comando del Contrammiraglio Ralph Leathem (1888–1954). Partecipò principalmente ad azioni di pattuglia nell'Oceano Indiano fino a dicembre, quando venne inviato a Simon's Town, in Sudafrica, dove venne impiegato, senza successo, contro le navi corsare tedesche.

### Nel Mediterraneo
Venne nuovamente trasferito nel maggio 1940, questa volta nel Mediterraneo, dove partecipò a numerose azioni. Il 12 giugno, assieme al gemello Liverpool, operò un'incursione contro la piazzaforte di Tobruk, ma senza successo, subendo invece seri danni dalla violenta reazione dell'incrociatore San Giorgio, ancorato nella rada. Il 7 luglio seguente partecipò insieme alla flotta del Contrammiraglio Cunningham ad un convoglio da Alessandria a Malta. Il giorno successivo, durante un attacco aereo italiano (34 S.M.81 e S.M.79 del 39º Stormo, 34º Gruppo, 31º Gruppo di Rodi e molti altri bombardieri della 5ª Squadra aerea della Libia), due S. 79 del 10º Stormo del colonnello Giovanni Benedetti colpiscono in pieno ponte con una bomba, che uccise sul colpo 18 membri dell'equipaggio tra cui il Capitano e due ufficiali. Come conseguenza dell'esplosione, che danneggiò la postazione sul ponte, la nave rimase senza governo fino a che non venne utilizzata da un ufficiale sopravvissuto la postazione di tribordo. Nonostante i danni, la nave rimase con la flotta e partecipò il 9 luglio alla Battaglia di Punta Stilo. Dopo la battaglia raggiunse Malta insieme alla flotta e al convoglio, per poi tornare ad Alessandria il 13 luglio seguente.
Durante le riparazioni il Gloucester ricevette un nuovo Capitano, mentre l'ufficiale che ne aveva preso il comando venne promosso al rango di Capitano.
La seconda metà del 1940 vide la nave impegnata nel Mediterraneo Orientale e nel mar Egeo. L'11 gennaio 1941, partecipando all'Operazione Excess, che prevedeva diversi convogli contemporaneamente, venne colpita da una bomba che, pur non esplodendo, uccise nove marinai. In marzo partecipò alla Battaglia di Capo Matapan e in aprile partecipò a diverse operazioni di bombardamento della costa nordafricana. Una di queste missioni, svolta il 21 aprile sotto il comando dell'Ammiraglio Cunningham insieme alle navi da battaglia Warspite, Valiant e Barham, oltre a vari incrociatori, portò al bombardamento della baia di Tripoli (operazione MD 3). In questa occasione una bomba causò danni leggeri alla nave.

### L'affondamento

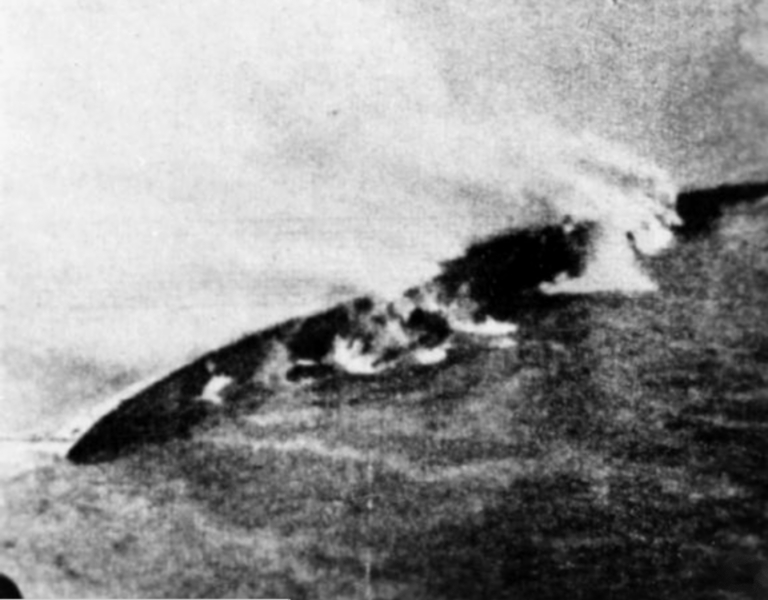
Il Gloucester che affonda fotografato da un aviatore tedesco

Il Gloucester prese parte alle operazioni attorno all'isola di Creta volte a impedire l'invasione Tedesca dell'isola. Il 22 maggio, mentre si trovava nel canale di Cerigo, a nord di Creta largo circa 26 chilometri, venne attaccato da bombardieri Stuka e affondato dopo un grave incendio. Degli 807 uomini a bordo al momento dell'affondamento solo 85 sopravvissero. Riguardo all'evento esistono versioni differenti, che però concordano sul fatto che la nave fosse a corto sia di carburante che di munizioni antiaeree. Inoltre dopo l'affondamento non vennero inviate navi a recuperare i superstiti, che infatti vennero salvati da navi tedesche e presi prigionieri. Dell'evento si è occupata anche la BBC che ne ha ricostruito i vari passaggi in un documentario.